# Cinachyra barbata
Cinachyra barbata är en svampdjursart som beskrevs av William Johnson Sollas 1886. Cinachyra barbata ingår i släktet Cinachyra och familjen Tetillidae.
Artens utbredningsområde är havet kring Heard- och McDonaldöarna. Inga underarter finns listade i Catalogue of Life.